# Хлеб Бухал
Хлеб Генадиевич Бухал (на украински: Бухал Гліб Геннадійович) е украински футболист, който играе на поста централен защитник. Състезател на Ресовия Жешов.

## Кариера
Бухал е юноша на Динамо Киев.
На 13 юли 2022 г. Хлеб подписва с Хебър. Дебютира на 24 юли при загубата с 2:1 като гост на Локомотив (Пловдив).